# Frankenberger Mühle
Die Frankenberger Mühle (auch: Frankenberger’s Mühle) ist eine ehemalige Mühle in der Gemeinde Mühltal im hessischen Landkreis Darmstadt-Dieburg am Westrand des Odenwaldes.

## Geographische Lage
Die Frankenberger Mühle steht in der Straße In der Mordach 1 an einem Mühlgraben, der unmittelbar vor der Mühle vom Beerbach abzweigt.
Wenige Meter nördlich der Frankenberger Mühle mündet der Mühlgraben wieder in den Beerbach.

## Geschichte und Beschreibung
Die Mühlenanlage wurde im Jahre 1707 als Mahl- und Holzschneidemühle erbaut.
Das Haupthaus – mit dem gewölbten Anbau für die Aufnahme des Mühlrades – der polygonal geschlossenen Mühlenanlage wurde im 19. Jahrhundert massiv erneuert.
Dennoch ist in der Mühlenanlage und der Nebengebäude ein großer Teil der historischen Bausubstanz erhalten geblieben.

## Denkmalschutz
Heute ist die Mühlenanlage ein reines Wohngebäude.
Der Restbestand der historischen Bausubstanz dokumentiert die wirtschaftsgeschichtliche Bedeutung der Mühlenanlage in der Region.
Aus architektonischen, industriegeschichtlichen, ortsgeschichtlichen und wirtschaftsgeschichtlichen Gründen steht das Bauwerk unter Denkmalschutz.